# Ronnie Harrison
Ronnie Harrison Jr. (Tallahassee, Florida, 18 de abril de 1997) más conocido como Ronnie Harrison, es un jugador profesional estadounidense de fútbol americano que se desempeña en la posición de safety en Indianapolis Colts, equipo de la National Football League (NFL).

## Carrera
Fue seleccionado en la tercera ronda en la Reunión Anual de Selección de Jugadores de la NFL de 2018. Hizo su debut profesional con el equipo Jacksonville Jaguars, en el cual jugó dos temporadas (2018-2020), después pasó a Cleveland Browns (2020-2023), luego a Indianapolis Colts, donde lleva jugando una temporada.